# Meganthribus pupa
Meganthribus pupa (лат.) — вид жуков из семейства ложнослоников (Anthribidae). Описан Карлом Йорданом в 1895 году.

## Описание
Достигают длины тела в 30 мм. Основной цвет в окраске этих жуков — бледно-коричневый, с тёмно-коричневыми или чёрными отметинами.

## Распространение
Представители Meganthribus pupa обитают на Папуа-Новой Гвинее и Филиппинах.